# Kompsognaty
Kompsognaty (Compsognathidae) – rodzina niewielkich dinozaurów drapieżnych z grupy celurozaurów.

## Pożywienie
Mięsożerne. Prawdopodobnie większość gatunków polowała na drobne bezkręgowce, np. owady, ewentualnie niewielkie kręgowce – płazy, jaszczurki.

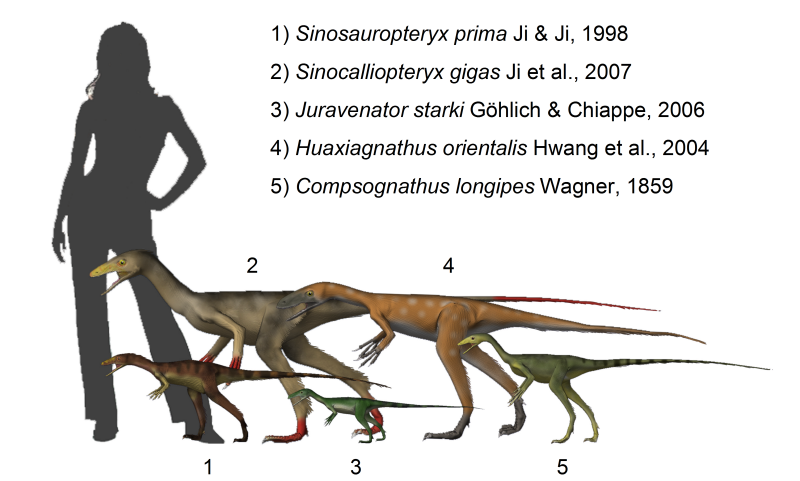
Porównanie wielkości przedstawicieli Compsognathidae i człowieka

## Występowanie
Kompsognaty żyły w późnej jurze i wczesnej kredzie. Zamieszkiwały głównie Europę, Azję (dużo skamieniałości znaleziono w Chinach), a także w Ameryce Południowej i Północnej.

## Morfologia
Zwykle niewielkie, smukłe (do 2,4 m długości – sinokaliopteryks). Często pokryte piórami, (np. sinozauropteryks i sinokaliopteryks) aczkolwiek nie zostały one odkryte przy każdym znalezionym szkielecie, u jurawenatora znaleziono tylko odciski łusek (choć najnowsze badania, negują jego przynależność do Compsognathidae).